# Bonsecours (Seine-Maritime)
Blosseville-Bonsecours redirige ici.
Pour les articles homonymes, voir Bonsecours et Blosseville (homonymie).
Bonsecours est une commune française située dans le département de la Seine-Maritime en région Normandie.
Elle est connue dans l'agglomération rouennaise pour son panorama qu'elle offre sur la « ville aux cent clochers ».

## Géographie

### Localisation
Bonsecours fait partie de l'agglomération de Rouen qui compte 45 communes et 405 392 habitants. Bonsecours est située entre Rouen et Le Mesnil-Esnard.
Le territoire de la commune va des bords de la Seine jusqu'au plateau, ce qui ne lui donne pas de cohérence topographique ; il en résulte des quartiers dont l'aménagement est difficile à organiser.

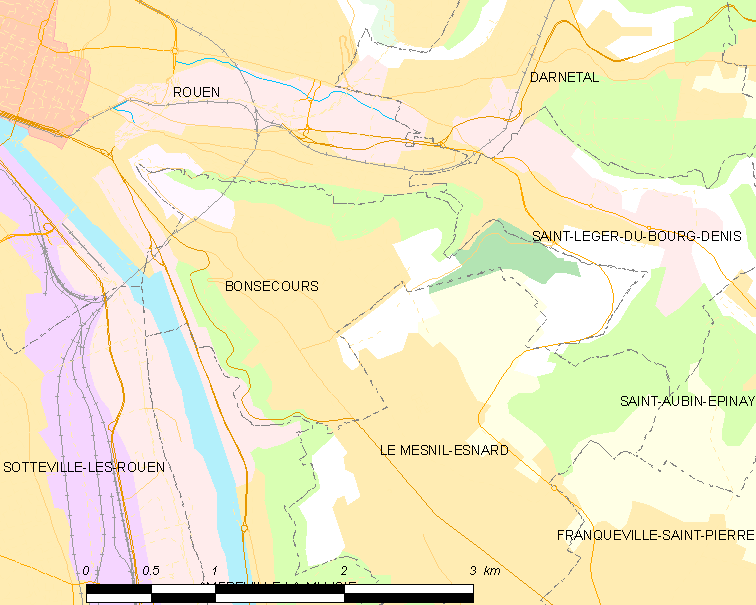
Carte de la commune.

### Hydrographie
La commune est située dans le bassin Seine-Normandie. Elle est drainée par la Seine et un bras du Pré au Loup,,.
La Seine, qui prend sa source à Source-Seine, en Côte-d'Or, sur le plateau de Langres, traverse le département avec de larges méandres sur son flanc sud et se jette dans la Manche entre Le Havre et Honfleur. 

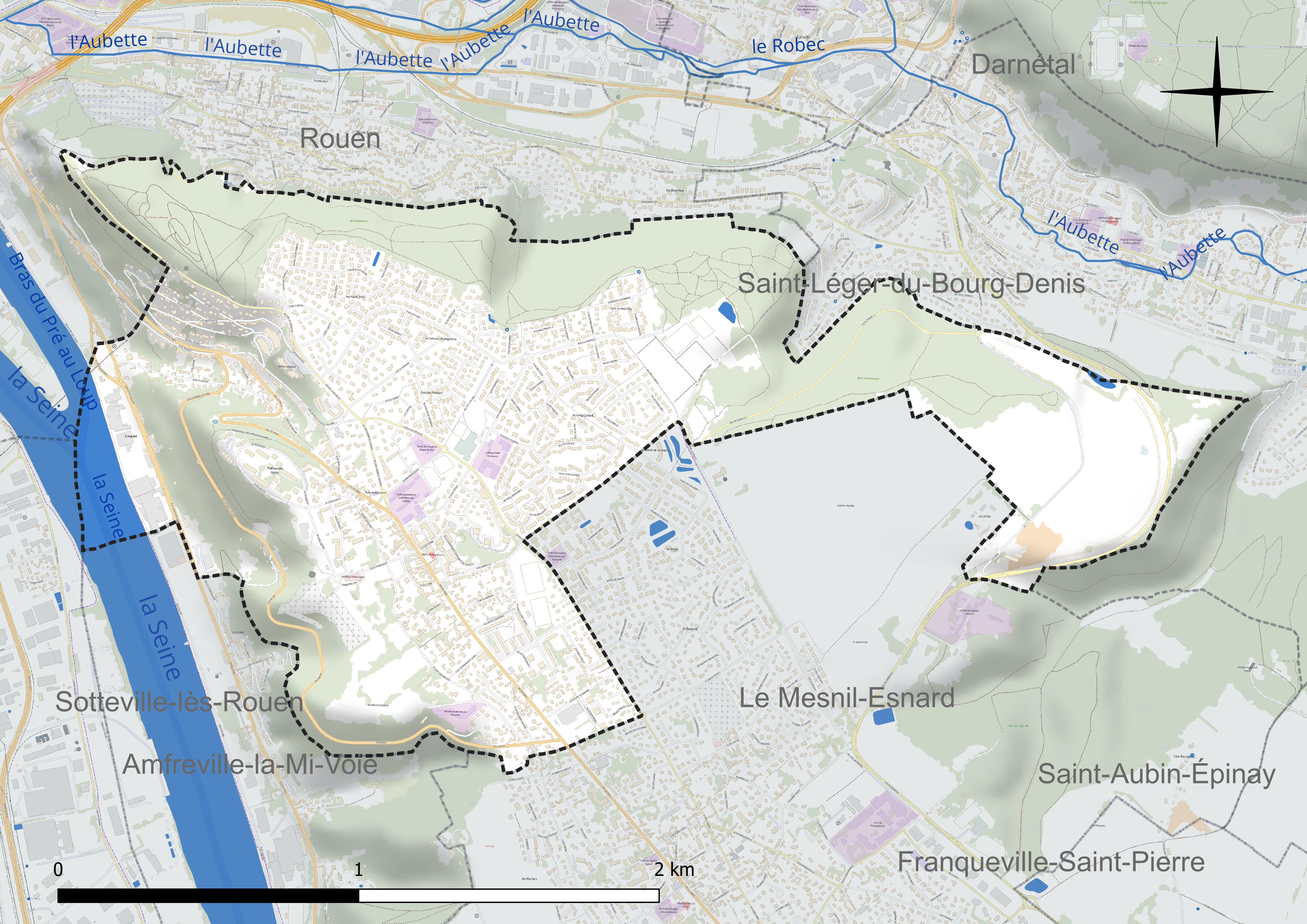
Réseau hydrographique de Bonsecours.

### Climat
Pour des articles plus généraux, voir Climat de la Normandie et Climat de la Seine-Maritime.
En 2010, le climat de la commune est de type climat océanique altéré, selon une étude du CNRS s'appuyant sur une série de données couvrant la période 1971-2000. En 2020, Météo-France publie une typologie des climats de la France métropolitaine dans laquelle la commune est exposée à un climat océanique et est dans la région climatique Côtes de la Manche orientale, caractérisée par un faible ensoleillement (1 550 h/an) ; forte humidité de l’air (plus de 20 h/jour avec humidité relative > 80 % en hiver), vents forts fréquents. Parallèlement le GIEC normand, un groupe régional d’experts sur le climat, différencie quant à lui, dans une étude de 2020, trois grands types de climats pour la région Normandie, nuancés à une échelle plus fine par les facteurs géographiques locaux. La commune est, selon ce zonage, exposée à un « climat contrasté des collines », correspondant au Pays d’Auge, Lieuvin et Roumois, moins directement soumis aux flux océaniques et connaissant toutefois des précipitations assez marquées en raison des reliefs collinaires qui favorisent leur formation.
Pour la période 1971-2000, la température annuelle moyenne est de 10,2 °C, avec une amplitude thermique annuelle de 12,7 °C. Le cumul annuel moyen de précipitations est de 899 mm, avec 13,1 jours de précipitations en janvier et 8,7 jours en juillet. Pour la période 1991-2020, la température moyenne annuelle observée sur la station météorologique la plus proche, située sur la commune de Rouen à 3 km à vol d'oiseau, est de 12,6 °C et le cumul annuel moyen de précipitations est de 817,9 mm,. Pour l'avenir, les paramètres climatiques de la commune estimés pour 2050 selon différents scénarios d'émission de gaz à effet de serre sont consultables sur un site dédié publié par Météo-France en novembre 2022.

## Urbanisme

### Typologie
Au 1er janvier 2024, Bonsecours est catégorisée grand centre urbain, selon la nouvelle grille communale de densité à sept niveaux définie par l'Insee en 2022.
Elle appartient à l'unité urbaine de Rouen, une agglomération inter-départementale regroupant 50  communes, dont elle est une commune de la banlieue,,. Par ailleurs la commune fait partie de l'aire d'attraction de Rouen, dont elle est une commune du pôle principal,. Cette aire, qui regroupe 317 communes, est catégorisée dans les aires de 200 000 à moins de 700 000 habitants,.

### Occupation des sols
L'occupation des sols de la commune, telle qu'elle ressort de la base de données européenne d’occupation biophysique des sols Corine Land Cover (CLC), est marquée par l'importance des territoires artificialisés (55,5 % en 2018), en augmentation par rapport à 1990 (54,6 %). La répartition détaillée en 2018 est la suivante : zones urbanisées (48,7 %), forêts (28,5 %), prairies (10,3 %), terres arables (3,9 %), espaces verts artificialisés, non agricoles (3,6 %), zones industrielles ou commerciales et réseaux de communication (3,2 %), eaux continentales (1,7 %). L'évolution de l’occupation des sols de la commune et de ses infrastructures peut être observée sur les différentes représentations cartographiques du territoire : la carte de Cassini (XVIIIe siècle), la carte d'état-major (1820-1866) et les cartes ou photos aériennes de l'IGN pour la période actuelle (1950 à aujourd'hui).

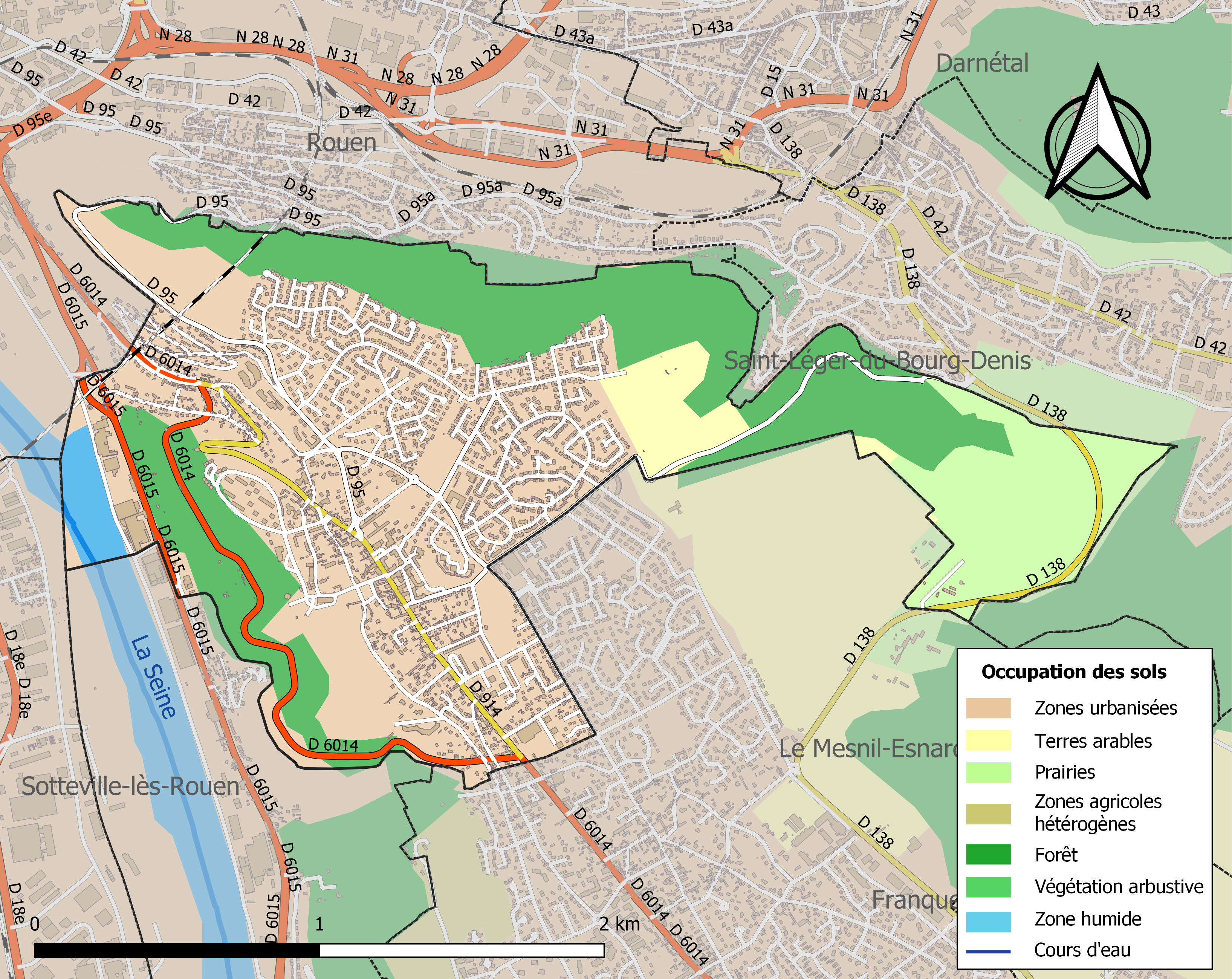
Carte des infrastructures et de l'occupation des sols de la commune en 2018 (CLC).

### Voies de communication et transports
Les lignes de bus F5 et 13 desservent Bonsecours.
Ces lignes permettent de rejoindre le centre-ville de Rouen ainsi que les communes voisines (Boos, Le Mesnil-Esnard, Franqueville-Saint-Pierre…).

## Toponymie
Le site est attesté sous les formes Blovilla au XIe siècle ; Notre-Dame de Bloville en 1390 et 1393 (Archives départementales de la Seine-Maritime, Tab. Rouen reg. 5 f. 281 v.) ; Notre-Dame de Bloville les Rouen en 1472 (Archives Seine-Maritime, Tab. Rouen reg. 14 f. 64) ; Ecc. Beate Marie de Blovilla en 1502 et 1503 (Arch. S.-M., G 9493) ; Notre Dame de Blosville en 1544 ; Nostre Domine de Bonsecours en 1571 (Arch. S.-M., 32 H.) ; Notre Dame de Blosville dit Bonsecours en 1609 (Arch. S.-M., G Officialité) ; Notre Dame de Blosville dit Bonsecours en 1618 (Arch. S.-M., tab. Rouen m.) ; Blosseville des Bonsecours en 1793, Blosseville dit Bonsecours en 1801. La commune s'est appelée Blosseville-Bonsecours jusqu'en 1958.
Le nom de Bloville s'explique probablement comme Blosville (Manche, Blovilla 1157 - 1169). Il s'agit d'une formation toponymique en -ville au sens ancien de « domaine rural », précédé vraisemblablement d'un nom de personne dont l'identification n'est pas assurée.
La plupart des auteurs ont proposé de reconnaître dans ce Blo- (devant -ville) une forme évoluée de l'anthroponyme francique ou plus généralement germanique Bladulfus en se fondant, pour plusieurs d'entre-eux du moins, sur Bloville, nom d'une ferme sur la commune de Boisjean dans le Pas-de-Calais. Ses premières formes sont en effet Bladulfivilla en 853, puis Blovilla en 1165,,. En réalité, ce nom, possible sous la forme *Bladulf < *Bladwulf, n'est pas attesté.
La graphie alternative Blosville note l'allongement et la fermeture du [o], mais elle a été lue de manière erronée « Blosseville » à l'époque moderne.
Le qualificatif Bonsecours qui apparait au XVIe siècle, est lié au célèbre pèlerinage de Notre-Dame de Bonsecours, dont le sanctuaire est mentionné comme église parrochiale de Bloville dit Bonsecours. Notre-Dame du Bon Secours est l'un des titres donnés à la Vierge Marie dans l'Église catholique depuis le XIVe siècle. Cette dévotion qui s'est répandue dans le monde entier a donné son nom à de multiples églises, chapelles et autres bâtiments religieux et à certaines localités.
Au cours de la Révolution française, la commune, alors nommée Blosseville-Bonsecours, porta provisoirement le nom de Blosseville-la-Montagne. En 1958, le nom de la commune est raccourci en Bonsecours. Déjà Dom Duplessis constatait au XVIIIe siècle que seul Bonsecours était utilisé par la population.

## Histoire
La commune de Bonsecours est construite sur le site de l'ancien monastère Sainte-Catherine qui fut un lieu de séjour des rois notamment pendant les guerres qui opposèrent le roi de France à son vassal, le duc de Normandie.
Le camp de Sainte-Catherine, en fait le château de Thuringe, fut occupé en 1592 par Henri IV. Le pèlerinage à Notre-Dame de Bonsecours, attesté dès le XIVe siècle, se serait surtout développé après la disparition en 1597 de l'abbaye de Sainte-Catherine.
Hugues de Blosville (fl.  au XVe siècle) qui fut l'un des auteurs préférés de Charles d'Orléans était en fait Hugues de Saint-Maard, vicomte de Blosville.

## Politique et administration

### Liste des maires
| Période                                  | Période        | Identité            | Étiquette                 | Qualité |
| ---------------------------------------- | -------------- | ------------------- | ------------------------- | --- |
| Les données manquantes sont à compléter. |                |                     |                           | |
|                                          |                | Tamelier            |                           | |
| 1827                                     | 1828           | Lemarié             |                           | |
| 1849                                     | 1892           | Lebourgeois         |                           | |
| 1896                                     | 1900           | Sinoquet            |                           | Cafetier |
| 1900                                     | 1902           | Jules Lebourgeois   |                           | |
| 1902                                     | 1919           | Édouard Larcher     |                           | |
| 1919                                     | 1923           | Gaston Mignot       |                           | |
| 1923                                     | 6 février 1939 | Georges Loquet      |                           | |
| 7 avril 1939                             | juin 1943      | Emmanuel Bleuzet    |                           | |
| juillet 1943                             | 1944           | Jacques Morin       |                           | Avocat |
| 1944                                     | 1945           | Charles Saint-Aubin |                           | Médecin |
| 1945                                     | octobre 1947   | Georges Ledru       | DVD                       | Militaire Conseiller général du canton de Boos (1945 → 1951) |
| octobre 1947                             | mai 1953       | Numa Servin         |                           | |
| mai 1953                                 | mars 1959      | Raymond Jullien     |                           | |
| mars 1959                                | mars 1971      | Lucien Aubert       |                           | Comptable |
| mars 1971                                | mars 1989      | Guy Eliot           |                           | Médecin |
| mars 1989                                | mars 2008      | Max Martinez        | app. UDF                  | Suppléant du député Pierre Albertini |
| mars 2008                                | En cours       | Laurent Grelaud     | PS puis DVG puis Horizons | Administrateur au ministère des finances Vice-président Métropole Rouen Normandie (2015 → 2020) Réélu pour le mandat 2020-2026, Conseiller départemental depuis 2021 |

## Équipements et services publics

### Enseignement
La commune dépend de l'académie de Normandie.

## Population et société

### Démographie
L'évolution du nombre d'habitants est connue à travers les recensements de la population effectués dans la commune depuis 1793. Pour les communes de moins de 10 000 habitants, une enquête de recensement portant sur toute la population est réalisée tous les cinq ans, les populations de référence des années intermédiaires étant quant à elles estimées par interpolation ou extrapolation. Pour la commune, le premier recensement exhaustif entrant dans le cadre du nouveau dispositif a été réalisé en 2006.

En 2022, la commune comptait 6 444 habitants, en évolution de −0,45 % par rapport à 2016 (Seine-Maritime : +0,35 %, France hors Mayotte : +2,11 %).
| 1793 | 1800 | 1806 | 1821  | 1831  | 1836  | 1841  | 1846  | 1851  |
| ---- | ---- | ---- | ----- | ----- | ----- | ----- | ----- | ----- |
| 755  | 647  | 752  | 1 071 | 1 044 | 1 106 | 1 316 | 1 223 | 1 231 |

| 1856  | 1861  | 1866  | 1872  | 1876  | 1881  | 1886  | 1891  | 1896  |
| ----- | ----- | ----- | ----- | ----- | ----- | ----- | ----- | ----- |
| 1 307 | 1 411 | 1 406 | 1 512 | 1 497 | 1 549 | 1 551 | 1 724 | 1 715 |

| 1901  | 1906  | 1911  | 1921  | 1926  | 1931  | 1936  | 1946  | 1954  |
| ----- | ----- | ----- | ----- | ----- | ----- | ----- | ----- | ----- |
| 1 772 | 1 872 | 1 957 | 2 379 | 2 365 | 2 562 | 2 952 | 2 685 | 3 098 |

| 1962  | 1968  | 1975  | 1982  | 1990  | 1999  | 2006  | 2011  | 2016  |
| ----- | ----- | ----- | ----- | ----- | ----- | ----- | ----- | ----- |
| 3 686 | 3 806 | 5 435 | 6 108 | 6 898 | 6 853 | 6 867 | 6 469 | 6 473 |

| 2021  | 2022  | - | - | - | - | - | - | - |
| ----- | ----- | - | - | - | - | - | - | - |
| 6 455 | 6 444 | - | - | - | - | - | - | - |

### Sports et loisirs
Terrains de tennis, terrains de foot, gymnase, terrain de basketball, tir à l'arc, organisation de la cyclo Robic Bonsecours.

## Culture locale et patrimoine

### Lieux et monuments

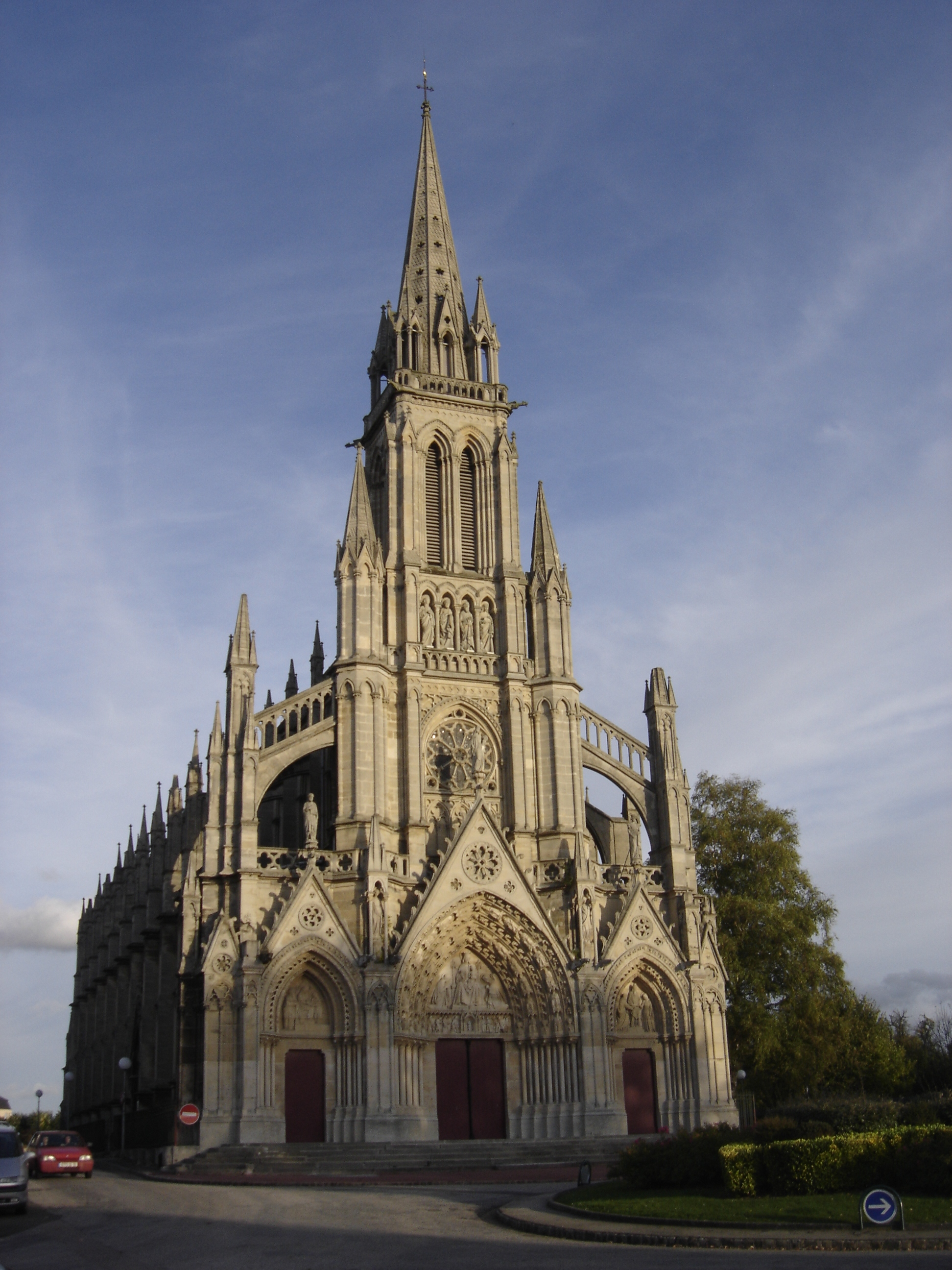
La basilique Notre-Dame de Bonsecours.

La basilique Notre-Dame a été reconstruite au XIXe siècle (architecte : Jacques-Eugène Barthélémy) sur un très ancien site de pèlerinage. Elle a été inscrite en 1977 sur l'inventaire supplémentaire des monuments historiques. José-Maria de Heredia est enterré dans le cimetière qui la jouxte. L'ancienne église, quant à elle, aurait été détruite en 1473.

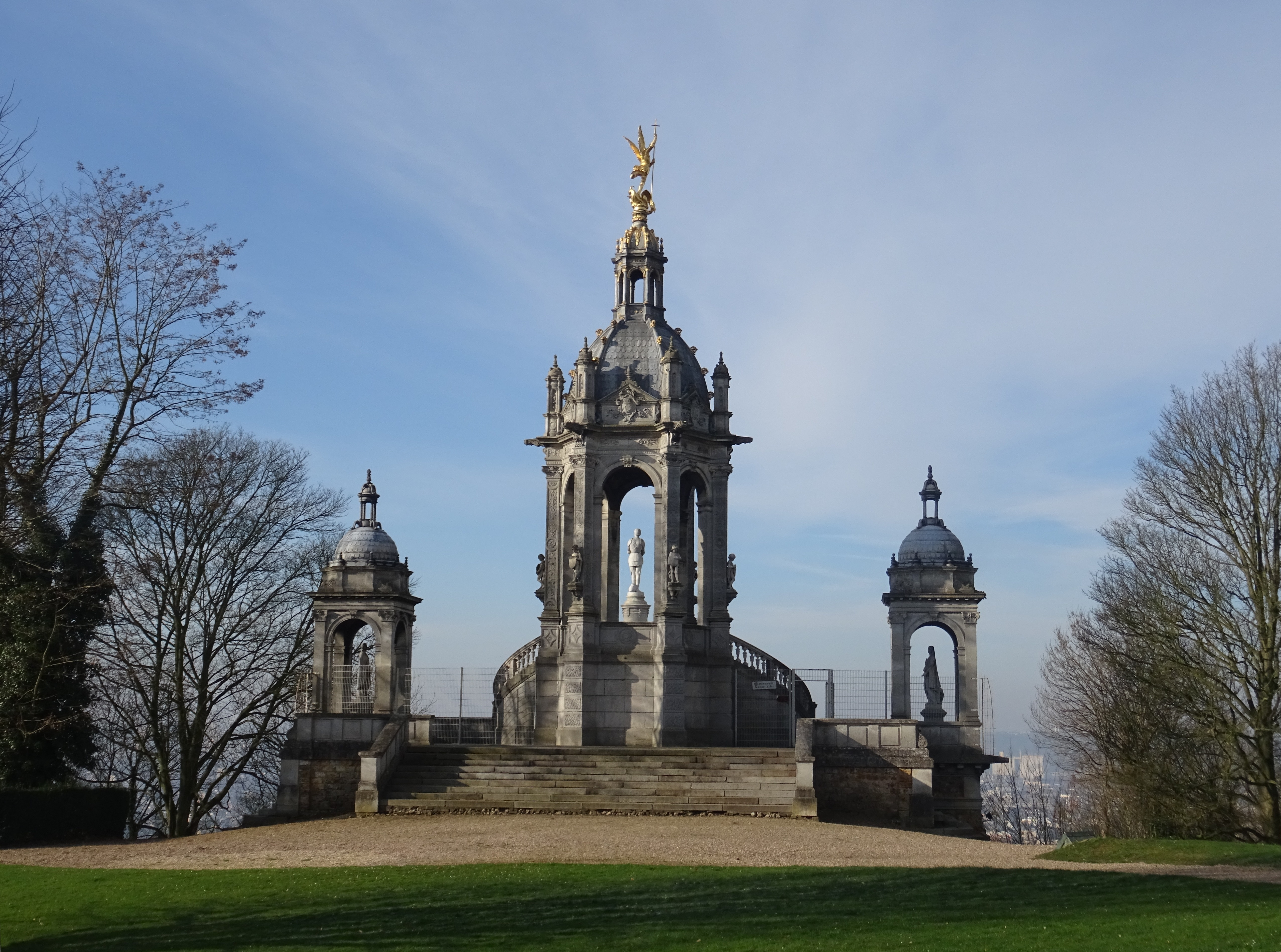
Monument à Jeanne d'Arc.

Situé en face de la basilique, on trouve le monument dédié à Jeanne d'Arc avec, à son sommet, l'archange saint Michel. Ce monument a été inauguré en 1892.

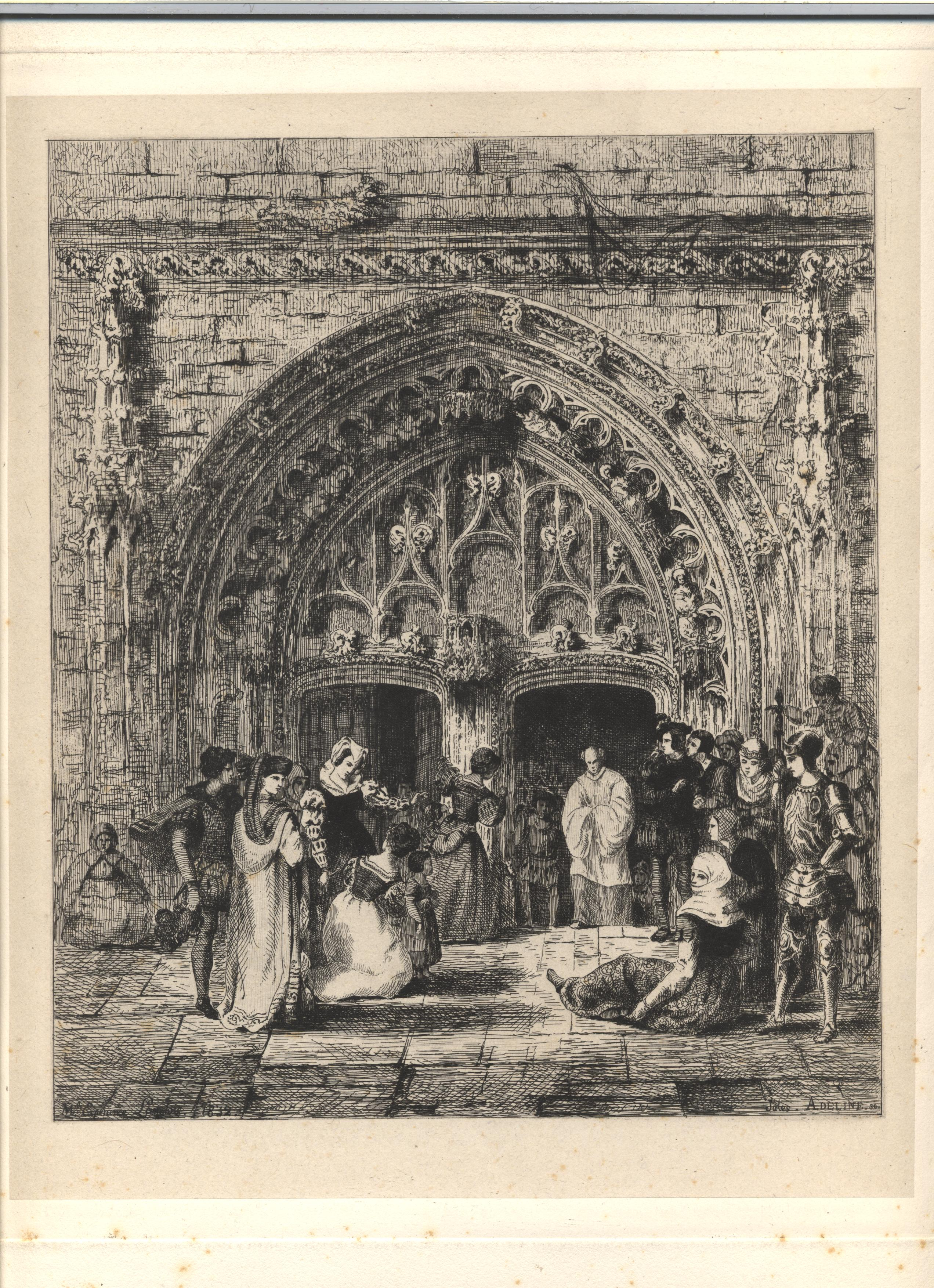
Portail de l'ancienne église de Bonsecours.

Le casino fut bâti en 1893 par les concessionnaires du funiculaire de Bonsecours qui reliait alors le quartier d'Eauplet à la basilique par la colline. Il était alors à la fois restaurant, dancing et salle de jeux. En 1905, il fut racheté par un restaurateur rouennais, Dieudonné, qui le spécialisa dans les noces, les banquets. En 1942, il fut cédé à une organisation charitable qui en fit un lieu de vacances pour les enfants de Rouen. Le 17 novembre 1964, la commune de Bonsecours devient propriétaire du casino. En 1970, le casino est restauré, son aspect d'origine lui est restitué. Il était alors utilisé pour les noces mais aussi pour des expositions et de nombreuses manifestations culturelles. Le 3 janvier 2006 à 2 h 30, un incendie le réduisit en cendres.
Un nouveau casino a été reconstruit pour remplacer l'ancien.
Le cimetière particulièrement monumental est aussi un centre d'intérêt à ne pas négliger.
Sa situation particulièrement escarpée offre un magnifique panorama à toutes ses sépultures dont certaines sont très anciennes.
La tombe de José-Maria de Heredia et de sa famille y est conservée.
Un carré est consacré à des sépultures de prêtres du diocèse de Rouen, dont celui du père Jacques Hamel, prêtre assassiné dans l'église de Saint-Étienne-du-Rouvray le 26 juillet 2016. Non loin du carré des prêtres se trouve la tombe commune de sœurs dominicaines et de Jean Amoudru, « curé de Leningrad », qui subit la persécution en URSS du temps de Staline. Monument à Albert Ier, œuvre du sculpteur Fivet.
La proximité du monumental hommage à Jeanne d'Arc en relève encore la grandeur.
La côte Sainte-Catherine offre un panorama sur Rouen et les communes voisines, ainsi qu'un espace naturel abritant des espèces rares à l'échelle de la région : Dactylorhiza praetermissa, Sorbus latifolia, Mantis religiosa.

### Patrimoine naturel
Site classé
- Fragment du chemin de grande communication dit la Vieille-Côte  Site classé (1928).

### Personnalités liées à la commune
- Léon-Eugène Méhédin (1828-1905) a habité Bonsecours.
- Auguste Houzeau (1829-1911), y est mort.
- José-Maria de Heredia (1842-1905) y est inhumé.
- Annie de Pène (1871-1918) y est née.
- Jean Amoudru (1878-1961), curé de Léningrad, y est inhumé.
- Raoul Echard (1888-1922) y est inhumé.
- Pierre-René Wolf (1899-1972).
- Jean Robic (1921-1980) remporta le Tour de France 1947 sans en avoir porté le maillot jaune. Dans la dernière étape, à la suite d'une attaque dans la côte de Bonsecours, il distance le maillot jaune Pierre Brambilla avec l'aide d'Édouard Fachleitner.
- Jacques Hamel (1930-2016), prêtre catholique martyr, y est inhumé.
- Anny Duperey (1947).

### Héraldique
| Armes de Bonsecours | Les armes de la commune de Bonsecours se blasonnent ainsi : D'or à trois croisettes de sable enfermées dans un orle de gueules. |